# Samsung SGH-D900
Samsung SGH-D900 – telefon komórkowy firmy Samsung. Kolejny z rodziny Serii D telefon typu Slider. Jego obudowa jest dosyć podobna do Samsung SGH-E250. Telefon jest czterozakresowy. Obsługuje sieci GSM 850/900/1800/1900.

## Dane techniczne

### Czasy
- Czas czuwania: 260 godz.
- Czas rozm.: 390 min.

### Pamięć i aparat
- Aparat cyfrowy 3.15 Mpx, zoom: 24x
- Pamięć wbudowana: 42 MB (możliwość rozbudowy przy użyciu karty microSD) (Samsung SGH-D900i: 75 MB z możliwością rozbudowy)
- Pamięć zewnętrzna: microSD (TransFlash)

### Multimedia
- Bluetooth
- Dyktafon
- EDGE
- GPRS, Class 8
- Java
- MP3
- Obsługa USB
- Przeglądarka xHTML
- SyncML
- Transmisja danych i faksów
- WAP 2.0

Model Samsung SGH-D900i dodatkowo posiada radio, nie posiada za to pixel viewer (przeglądarki plików .txt, .doc, .pdf).

### Dodatki
- Alarm
- Budzik
- Data
- Kalendarz
- Kalkulator
- Organizer
- Przypomnienie
- Słownik
- Stoper
- Timer
- Zegar